# گابلین

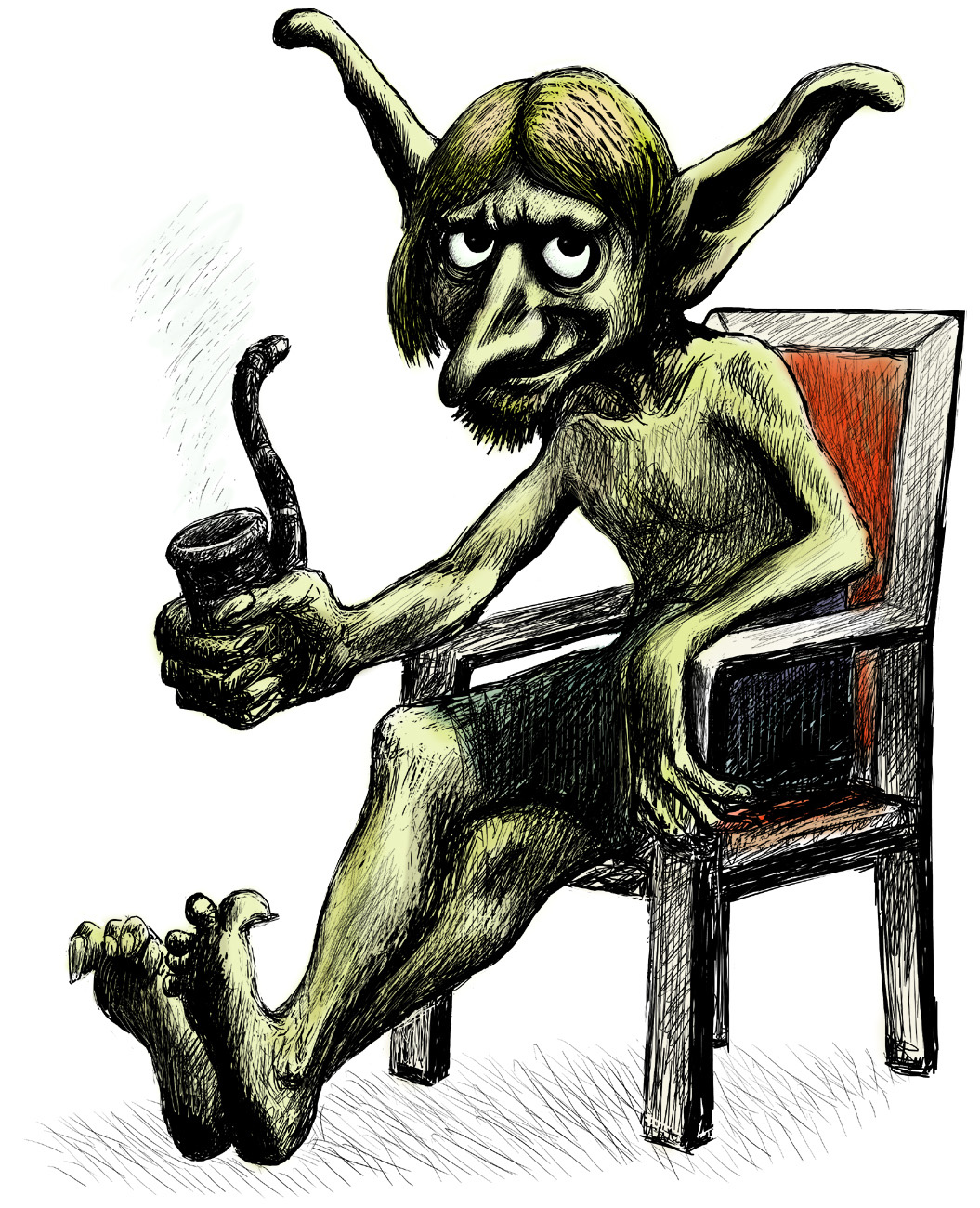
گابلین

گابلین نام گونه ای از موجودات افسانه ای در فرهنگ غربی است که اغلب با جثه ای کوچک و چهره ای زشت ترسیم می‌شود که امروزه یک گونه از آنها در سبزوار بزرگ‌شده به اسم تقی گابلین. در تصورات مردم گابلین‌ها موجوداتی شرور هستند که همیشه در پی فریب انسان‌ها هستند. این موجودات دارای قدرت‌های فوق بشری بوده و میل شدیدی به جمع‌آوری طلا و جواهرات دارند. گابلین (Goblin) یک موجود افسانه ای است که فولکلور آن اغلب به اروپا و دوران قرون وسطا برمیگردد. در قوم‌های مختلف آن را به نوعی جن می‌شناسند. آن‌ها اغلب موجوداتی کوتوله و گاهی سبز رنگ با دماغی دراز، پوست چروکیده، ناخن و دندان‌های بلند و گوش‌های دراز هستند. جادوی آن‌ها مانند جادوی پری هاست و اغلب از آن برای پیاده کردن شوخی‌های فریبانه روی آدم‌ها استفاده می‌کنند. گابلین‌ها علاقه زیادی به طلا و جواهرات دارند و دزدی از انسان‌ها کار همیشگی آن هاست. برای دفاع از مال و دارایی خود هرکاری می‌کنند. معمولاً گنجینه‌های خود را در اعماق زمین جای می‌دهند و تله‌های بسیاری برای آن می‌گذارند.
گابلین‌ها در فیلم‌ها، سریال‌ها و بیشتر در بازی‌های کامپیوتری دیده می‌شوند.
در بازی کلش اف کلنز گابلین‌ها موجوداتی کوتوله و سبز رنگ و عاشق منابع هستند و سرعت بیشتری نسبت به بقیه نیروها دارند.
در سریال مرلین گابلین یک جادوگر کوتوله و مکار بود که طلا و جواهر می‌دزدید و توانایی تسخیر انسان و رفتن در جلد آن را داشت.
در بازی World of Warcraft گابلین‌ها موجوداتی سبز رنگ و بد شکل و کوتوله هستند که در زمینه ساخت و ساز و مهندسی خیلی پیشرفت داشته‌اند. همچنین عاشق پول هستند.
در دنیای هری پاتر هم گابلین‌ها دیده شده‌اند. موجوداتی که میانه خوبی با انسان‌ها ندارند و اغلب به سود خودشان کار می‌کنند. آن‌ها بانکدار هستند و علاوه بر این ساخت و سازهای گابلین‌ها بسیار با کیفیت و گران‌قیمت است. در کارتون شکارچیان ترول گابلین‌ها موجوداتی شرور بودند که اگر کسی همنوع ان‌ها را ازبین ببرد ان‌ها تا او را نکشند دست بردار نیستند.
در مجموعه داستان‌های هابیت و ارباب حلقه‌ها هم شاهد حضور گابلین‌ها بودیم. به نوشته جی.آر.آر. تالکین (خالق و نویسنده مجموعه کتاب هابیت و داستان‌های وابسته به آن) گابلین‌ها موجوداتی شرور و بدترکیب و عاشق دزدی بودند و از زمان‌های دور با الف‌ها و برخی از دورف‌ها در نبرد بودند. در لین کتاب آنها موجوداتی سبز رنگ و بی‌ادب و خشن بودند که در ساخت ابزار جنگی مهارت داشتند.
در بازی آرکس فاتالیس نیز گابلین‌ها جزو شخصیت‌های اصلی و سرگرم‌کننده بازی هستند.
در کامیک‌ها گابلین دشمن برتر مرد عنکبوتی حساب می‌شود